# Фабіо Рошембак
Фабіо Рошембак (порт. Fábio Rochemback, нар. 10 грудня 1981, Соледаде, Бразилія) — колишній бразильський футболіст, що грав на позиції півзахисника.
Виступав, зокрема, за клуби «Інтернасьйонал» та «Греміо», а також національну збірну Бразилії.

## Клубна кар'єра
У дорослому футболі дебютував 1999 року виступами за команду клубу «Інтернасьйонал», в якій провів три сезони, взявши участь у 16 матчах чемпіонату. 
Своєю грою за цю команду привернув увагу представників тренерського штабу клубу «Барселона», до складу якого приєднався 2001 року. Відіграв за каталонський клуб наступні два сезони своєї ігрової кар'єри. Більшість часу, проведеного у складі «Барселони», був основним гравцем команди.
2003 року на правах оренди перейшов до португальського «Спортінга», у складі якого провів наступні два роки своєї кар'єри гравця. Граючи у складі «Спортінга» також здебільшого виходив на поле в основному складі команди.
2005 року підписав контракт з «Мідлсбро», а 2008 року повернувся до «Спортінга».
З 2009 року три сезони захищав кольори команди клубу «Греміо». Тренерським штабом нового клубу також розглядався як гравець «основи».
Завершив професійну ігрову кар'єру у клубі «Далянь Аербін», за команду якого виступав протягом 2012—2013 років.

## Виступи за збірні
2004 року залучався до складу молодіжної збірної Бразилії. На молодіжному рівні зіграв у 6 офіційних матчах.
2001 року дебютував в офіційних матчах у складі національної збірної Бразилії. Протягом кар'єри у національній команді, яка тривала усього 1 рік, провів у формі головної команди країни 7 матчів.
У складі збірної був учасником розіграшу Кубка конфедерацій 2001 року в Японії і Південній Кореї, розіграшу Кубка Америки 2001 року у Колумбії.

## Досягнення
- Чемпіон Південної Америки (U-20): 2001
- Володар Суперкубка Португалії (1):

«Спортінг»: 2008